# Ismail Ertug

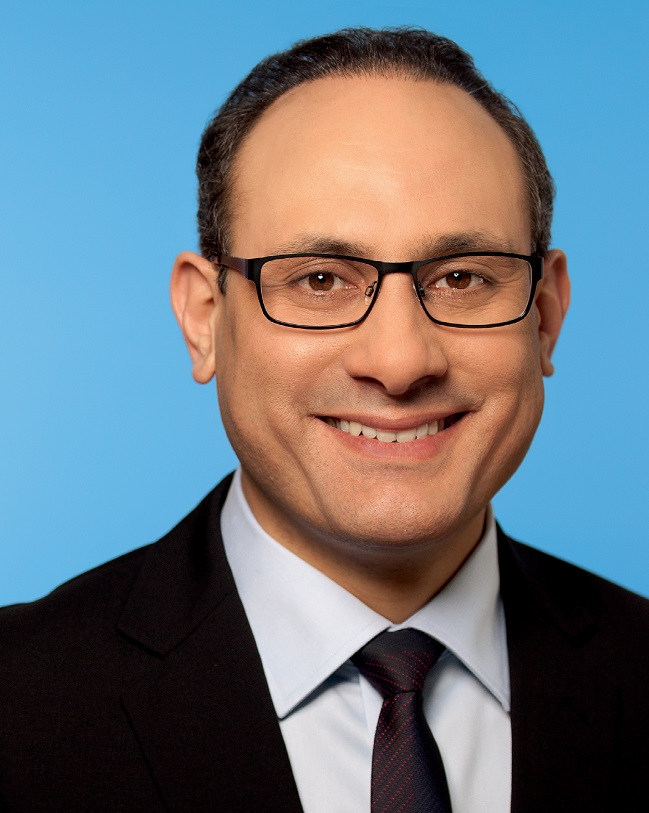
Ismail Ertug (2016)

Ismail Ertug (* 5. Dezember 1975 in Amberg) ist ein deutscher Manager und ehemaliger Politiker (SPD). Er war von 2009 bis 2023 als Vertreter für die Oberpfalz und Niederbayern Mitglied des Europäischen Parlaments. Als Beauftragter für Nachhaltige Mobilität berät Ertug seit September 2023 die Deutsche Bahn AG in politischen Angelegenheiten. 

## Leben
Ismail Ertug wurde 1975 in Amberg geboren – drei Jahre, nachdem seine Eltern die türkische Heimat verlassen hatten. Nachdem er die Ausbildung zum Industriekaufmann beendet hatte, arbeitete Ertug als Firmenkundenberater für die AOK Amberg, wo er berufsbegleitend ein Studium zum Krankenkassen-Betriebswirt absolvierte. Nach Beendigung dieses Studiums arbeitete er im Bereich der strategischen Vertriebsberatung in der AOK-Zentrale Bayern in Nürnberg. Im Buch 60 Jahre – Wie Deutschland zur Heimat wurde des Grünen-Politikers Özcan Mutlu beschreibt er seine Familiengeschichte in Amberg. Ertug ist verheiratet und hat zwei Töchter.
Nach seiner 14-jährigen Mandatszeit als Mitglied des Europäischen Parlaments wechselte Ertug in die Wirtschaft. Seit September 2023 berät Ertug die Deutsche Bahn AG in politischen Angelegenheiten.

## Wirken

### SPD-Beitritt und Jusos (1999–2004)
Ertugs politische Karriere begann mit seinem Beitritt zur SPD und zu den Jusos 1999. Von 2004 bis 2009 und wiederum seit 2014 ist er Mitglied im Amberger Stadtrat. Darüber hinaus ist Ertug Beisitzer im Landesvorstand der BayernSPD.

### Abgeordneter im Europäischen Parlament (seit 2009)

#### 7. Periode (2009–2014)
Seit Juli 2009 ist Ertug Mitglied des Europäischen Parlaments für die Oberpfalz und Niederbayern. In seiner ersten Periode im Europäischen Parlament war Ertug Mitglied im Ausschuss für Verkehr und Fremdenverkehr (TRAN) sowie stellvertretendes Mitglied im Ausschuss für Landwirtschaft und ländliche Entwicklung (AGRI). Darüber hinaus engagierte er sich als Mitglied im Gemischten Parlamentarischen Ausschuss EU-Türkei und als stellvertretendes Mitglied in der Delegation für EU-Israel-Beziehungen. Ertug erlangte als Ko-Berichterstatter des Europäischen Parlaments für die Verordnung über die transeuropäischen Verkehrsnetze (TEN-V) Bekanntheit.

#### 8. Periode (2014–2019)
In seiner zweiten Periode im Parlament war Ertug weiterhin Mitglied im Ausschuss für Verkehr und Fremdenverkehr (TRAN). Ab seiner Wiederwahl im Juli 2014 fungierte er hier als Koordinator der europäischen Sozialdemokraten für Transport- und Tourismuspolitik. Außerdem war Ertug stellvertretendes Mitglied im Ausschuss für Umweltfragen, öffentliche Gesundheit und Lebensmittelsicherheit (ENVI). Darüber hinaus war er Mitglied der Delegation in den Ausschüssen für parlamentarische Kooperation EU-Kasachstan, EU-Kirgisistan, EU-Usbekistan und EU-Tadschikistan sowie für die Beziehungen zu Turkmenistan und der Mongolei (DCAS) und stellvertretendes Mitglied in der Delegation für die Beziehungen zu den Ländern Südostasiens und der Vereinigung südostasiatischer Staaten und in der Delegation der Paritätischen Parlamentarischen Versammlung AKP-EU.
Ertug war ab Januar 2016 Mitglied im Untersuchungsausschuss zu Emissionsmessungen in der Automobilindustrie (EMIS), welcher im März 2017 seine Schlussfolgerungen vorgelegt hat. Ab Dezember 2017 war Ertug Mitglied des Vorstands der deutschen Gruppe innerhalb der Fraktion.

#### 9. Periode (2019–2023)
In seiner dritten Periode im Parlament war Ertug erneut Mitglied im Ausschuss für Verkehr und Fremdenverkehr (TRAN). Weiterhin war er Mitglied der Delegation für EU-China-Beziehungen. Außerdem war er stellvertretendes Mitglied im Ausschuss für Industrie, Forschung und Energie.
Neben der legislativen Arbeit in den Ausschüssen und der Arbeit in den Delegationen war Ertug Ko-Vorsitzender des „EP Turkey Forums“, eines informellen Zusammenschlusses von mehr als 70 Abgeordneten des Europäischen Parlaments aller Fraktionen, die durch Informationsveranstaltungen und Austausch die europäisch-türkischen Beziehungen fördern wollen.
Ertug legte sein Mandat am 2. Juli 2023 nieder. Für ihn rückte Thomas Rudner ins Europaparlament nach.

### Wechsel in die Wirtschaft
Ertug eignete sich in den vielen Jahren in der Politik besondere Kenntnisse in der deutschen und europäischen Verkehrs- und Infrastrukturpolitik an. Als Berichterstatter war er federführend für wichtige europäische Gesetze verantwortlich. Zu seinen weitreichendsten Gesetzgebungen zählen beispielsweise die Verordnung zu den Transeuropäischen Netzen (2013), die Verordnung zum Mobilitätspaket 1 (2018) oder die Verordnung zum Aufbau der Infrastruktur für alternative Kraftstoffe (AFIR 2021).
Im September 2023 wechselte Ertug in die Wirtschaft und berät seitdem die Deutsche Bahn AG in politischen Angelegenheiten. Als "Beauftragter für Nachhaltige Mobilität" unterstützt er die Deutsche Bahn AG bei der Umsetzung der Konzernstrategie "Starke Schiene". Konkret verfolgt die „Starke Schiene“ das Ziel, die Reisendenzahlen im Fernverkehr zu verdoppeln und im Regionalverkehr um 1 Mrd. Reisende zu steigern. Der Anteil des Modal Split im Güterverkehr soll auf 25 Prozent gesteigert werden.

## Mitgliedschaften
Ertug ist Mitglied der Vereinten Dienstleistungsgewerkschaft (ver.di), von Greenpeace, der Arbeiterwohlfahrt (AWO), Mobifair, Rail Forum Europe, „Gemeinsam leben und lernen in Europa e.V.“ und des Aktionsbündnisses „Bunt statt Braun“. Außerdem ist er „Schule ohne Rassismus“-Pate für die Franz-Xaver-von-Schönwerth Realschule Amberg.